# Beerschot AC
Beerschot AC byl belgický fotbalový klub z Antverp. Klub vznikl v roce 1999 sloučením KFC Germinal Ekeren s K. Beerschot VAC. Beerschot byl považován za pokračovatele Germinalu Ekeren a všechny jeho úspěchy byly připisovány právě jemu. Na konci května 2013 klub vyhlásil bankrot a následně se odhlásil z profesionálních soutěží. V červnu 2013 klub definitivně zaniká sloučením s K.FC.O.Wilrijk do K.FC.O. Beerschot-Wilrijk.

## Historické názvy
- 1999 — Germinal Beerschot
- 2011 — Beerschot AC

## Úspěchy
- Tweede klasse - 1988/89
- Belgický fotbalový pohár - 1997, 2005

## Umístění
| Sezóna  | Soutěž         | Pořadí    | Poznámka |
| ------- | -------------- | --------- | -------- |
| 1999/00 | Jupiler League | 7. místo  |          |
| 2000/01 | Jupiler League | 6. místo  |          |
| 2001/02 | Jupiler League | 9. místo  |          |
| 2002/03 | Jupiler League | 14. místo |          |
| 2003/04 | Jupiler League | 7. místo  |          |
| 2004/05 | Jupiler League | 9. místo  |          |
| 2005/06 | Jupiler League | 7. místo  |          |
| 2006/07 | Jupiler League | 7. místo  |          |
| 2007/08 | Jupiler League | 5. místo  |          |
| 2008/09 | Jupiler League | 13. místo |          |
| 2009/10 | Jupiler League | 10. místo |          |
| 2010/11 | Jupiler League | 13. místo |          |
| 2011/12 | Jupiler League | 11. místo |          |
| 2012/13 | Jupiler League | 15. místo |          |

## Poslední soupiska (2012-13)
| Číslo |           | Pozice | Hráč              |
| ----- | --------- | ------ | ----------------- |
| 1     | Belgie    | B      | Stijn Stijnen     |
| 2     | Belgie    | O      | Stefano Marzo     |
| 3     | Belgie    | O      | Dries Wuytens     |
| 4     | Francie   | O      | Frédéric Brillant |
| 6     | Belgie    | Z      | Wim De Decker     |
| 7     | Belgie    | Ú      | Benito Raman      |
| 8     | Nigérie   | Ú      | Kennedy Nwanganga |
| 9     | Izrael    | Ú      | Roei Dayan        |
| 10    | Belgie    | Ú      | Joachim Mununga   |
| 11    | Indonésie | Z      | Joey Suk          |
| 15    | Belgie    | Z      | Stijn Wuytens     |
| 16    | Belgie    | Z      | Sam Vandenabeel   |
| 17    | Argentina | Z      | Hernán Losada     |
| 18    | Belgie    | Z      | Ilias El Yazidi   |

| Číslo |                   | Pozice | Hráč                |
| ----- | ----------------- | ------ | ------------------- |
| 19    | Belgie            | Ú      | Marvin Ogunjimi     |
| 20    | Belgie            | B      | Koen Vanlangendonck |
| 21    | Turecko           | O      | Alpaslan Öztürk     |
| 22    | Francie           | O      | Maxime Chanot       |
| 23    | Belgie            | Z      | Funso Ojo           |
| 25    | Konžská republika | O      | Maël Lépicier       |
| 26    | Belgie            | B      | Stefan Deloose      |
| 27    | Španělsko         | O      | Marcos López        |
| 28    | Brazílie          | Ú      | Wamberto            |
| 29    | Belgie            | Z      | Georgy Zhukov       |
| 30    | Španělsko         | O      | Raúl Bravo          |
| 31    | Izrael            | Z      | Dor Malul           |
| 41    | Belgie            | Z      | Thibaut Van Acker   |

## Přehled výsledků v evropských pohárech
| Sezóna  | Soutěž                               | Soupeř                 | 1. zápas | 2. zápas       | Celkem |
| ------- | ------------------------------------ | ---------------------- | -------- | -------------- | ------ |
| 1991/92 | Pohár UEFA (1. kolo)                 | Celtic F.C.            | 1:1      | 0:2            | 1:3    |
| 1995    | Pohár Intertoto (základní skupina 3) | FC Aarau               | 3:3      |                |        |
|         | Pohár Intertoto (základní skupina 3) | HB Tórshavn            | 1:1      |                |        |
|         | Pohár Intertoto (základní skupina 3) | Universitatea Kluž     | 4:1      |                |        |
|         | Pohár Intertoto (základní skupina 3) | Tromsø IL              | 2:0      |                |        |
| 1996/97 | Pohár UEFA (1. kolo)                 | Grazer AK              | 3:1      | 0:2            | 3:3    |
| 1997/98 | Pohár vítězů pohárů (1. kolo)        | FK Crvena zvezda       | 3:2      | 1:1            | 4:3    |
|         | Pohár vítězů pohárů (2. kolo)        | VfB Stuttgart          | 0:4      | 4:2            | 4:6    |
| 1998/99 | Pohár UEFA (1. předkolo)             | FK Sarajevo            | 4:1      | 0:0            | 4:1    |
|         | Pohár UEFA (2. předkolo)             | Servette Ženeva        | 1:4      | 2:1            | 3:5    |
| 2005/06 | Pohár UEFA (1. kolo)                 | Olympique de Marseille | 0:0      | 0:0 (1:4 pen.) | 0:0    |
| 2008    | Pohár Intertoto (2. kolo)            | Neftči Baku            | 1:1      | 0:1            | 1:2    |